# Lamar Hotel
Das Lamar Hotel war von 1927 bis 1987 ein Hotel in Houston im US-Bundesstaat Texas.
Das Hotel wurde nach Mirabeau B. Lamar benannt. Es wurde im Eigentum von Jesse Holman Jones errichtet. Das 16-stöckige Hotelgebäude wurde nach einem Entwurf von Alfred Charles Finn (1883–1964) errichtet und 1927 eröffnet.
Die Adresse war 1026-1040 Main Street, was heute 921 Lamar Ave, Ecke Travis Street entspricht.
Vom 26. bis 28. Juni 1928, zum Parteitag der Demokratischen Partei, wohnte Woodrow Wilson im Penthouse des Hotels. Das Haus wurde 1983 geschlossen.

## Suite 8F
Die Suite 8F wurde häufig als inoffizielle Hauptstadt von Texas bezeichnet.
Es handelte sich um zwei Räume mit Teeküche, welche George Rufus Brown, von Brown & Root gemietet hatte. Hier traf sich die Suite 8F Group.
Der Zimmerschlüssel zur Suite 8F liegt heute im Heritage Societys Museum im Sam Houston Park.

## Metropolitan Theater
Zum Hotel gehörte das neunstöckige Metropolitan Theater zwischen 1016 Main Street (heute Lamar Ave) und 900 McKinney Street, ein Vortragssaal mit annähernd 2.300 Sitzplätzen, im ägyptisierenden Art déco.
Die Baukosten des Metropolitan Theatre beliefen sich auf zwei Millionen USD. In diesem Gebäude betrieb die Publix Theatres Corp. ein Theater. Es wurde am 25. Dezember 1926 eröffnet. Aus dem Orchestergraben wurde das Metropolitan Orchestra hydraulisch gehoben. Ab den frühen 1950er Jahren wurde das Metropolitan Theater hauptsächlich als Kino genutzt.
Das Theatergebäude wurde 1973 abgerissen.